# Night Fever
«Night Fever» (en español: «Fiebre de la Noche o Fiebre Nocturna»), es una canción disco, escrita e interpretada por  Bee Gees. Apareció por primera vez en la Banda sonora de la película Saturday Night Fever de 1977. El productor cinematográfico Robert Stigwood quería nombrar el film como Saturday Night (Noche de sábado), pero el cantante Robin Gibb expresó su duda al respecto. A Stigwood le gustaba el título Night Fever (Fiebre Nocturna) pero era riesgoso para el mercado una película con ese nombre. Él combinó las 2 sugerencias y la idea del nuevo nombre Saturday Night Fever nació.
«Night Fever» fue el sencillo número uno del Billboard Hot 100 por ocho semanas en 1978. Además reemplazó en las listas a la canción #1 de Andy Gibb «Love Is Thicker Than Water», que a la vez fue reemplazado por «If I Can't Have You» interpretada por Yvonne Elliman; Todas canciones que fueron producidas y escritas por los Hermanos Gibb. 
Después del éxito de «Night Fever», el Gobernador de Florida, Reubin O'Donovan Askew, nombró a los tres hermanos "Ciudadanos Ilustres" del estado, debido a la cantidad de tiempo que estuvieron cada año grabando sencillos en Miami.

## Versiones
- En 1997 el conjunto de música electrónica y trance llamado EX-IT,logró una versión remix con tintes similares a lo que logró N-Trance con Staying Alive.

- En 2003 la BoyBand B3 saco su propia version con éxito moderado.

- En 2008 la cantante pop Tina Arena interpretó esta misma pieza en un estilo Pop acorde a la época.

- En 2012, el sencillo apareció en el episodio "Saturday Night Glee-ver" de la serie   Glee . La canción fue cantada por Will Schuester (interpretado por Matthew Morrison) y Blaine Anderson (interpretado por Darren Criss)

- En 2017, Kylie Minogue , realizó un cover de este sencillo también, en un estilo más modernizado combinado con Electro-Pop. En una ocasión se presentó en la versión francesa de "Bailando con las estrellas" como número de tipo estelar.

## Posiciones en las listas
| Lista                                            | Posición |
| ------------------------------------------------ | -------- |
| U.S. Billboard Hot 100                           | 1        |
| U.S. Cash Box                                    | 1        |
| Lista de sencillos del Reino Unido               | 1        |
| Lista de sencillos Canadiense                    | 1        |
| Lista Internacional Japonesa de sencillos Oricon | 1        |
| Lista de sencillos de Suiza                      | 3        |
| Lista de sencillos de Austria                    | 4        |
| Lista Japonesa de sencillos Oricon               | 4        |
| Lista de sencillos Suecos                        | 5        |
| Lista de sencillos de México                     | 2        |